# You Bug Me
You Bug Me är punkrockbandet No Use for a Names första singel, utgiven 1989.

## Låtlista
1. "Know It All"
2. "You Bug Me"
3. "Shotgun"
4. "Looking Through a Window"